# Birgitta Stenberg

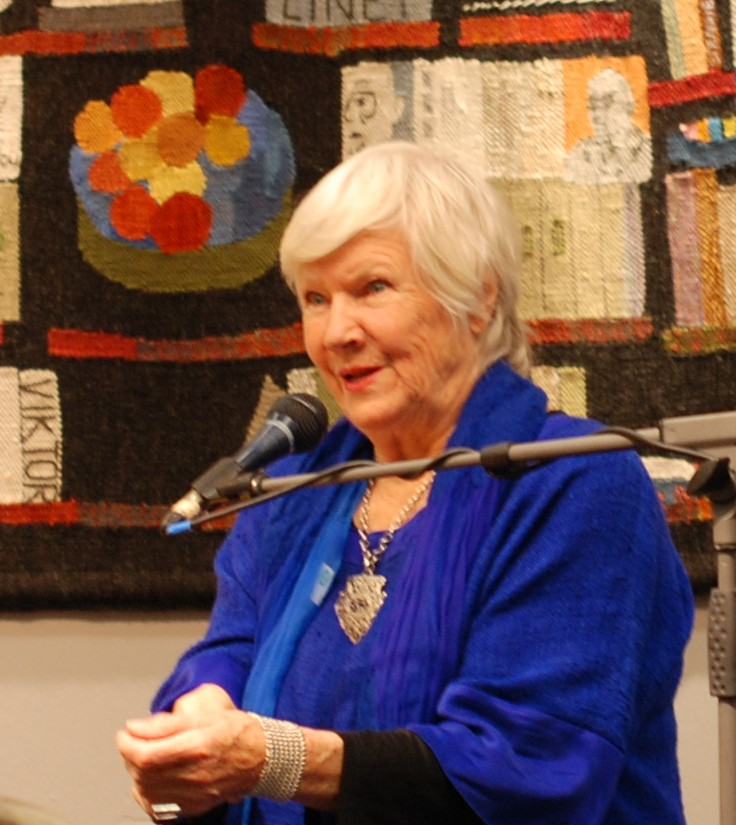
Birgitta Stenberg på Bokmässan i Göteborg 2010.

Birgitta Alma Sofia Stenberg, född 26 april 1932 i Engelbrekts församling i Stockholm, död 23 augusti 2014 på Smedsbolet i Gullspångs kommun i Tiveden, var en svensk författare, översättare och illustratör. Hon var under många år bosatt på ön Åstol i Bohuslän.

## Biografi
Birgitta Stenberg växte upp i Visby. Hon gjorde långvariga resor i Sydeuropa och studerade under sitt sista gymnasieår i Paris. Genom sitt resande fick hon inspiration för sitt skrivande och hon lärde sig flera språk. I mitten av 1950-talet återvände hon till Sverige och fick arbete som skådespelare och tolk.
I början av 1950-talet ingick Stenberg i den litterära Metamorfosgruppen och hon upptogs 1954 i den katolska kyrkan. Hon skrev även manus till filmen Raskenstam. Hon hade under en tid i början av 1950-talet ett förhållande med kung Farouk av Egypten.
Under kalla kriget på 1950-talet utnämndes Birgitta Stenberg till sekreterare i Svenska kommittén för kulturens frihet – den svenska avdelningen av Congress for Cultural Freedom – samt redaktör för Kulturkontakt, som båda finansierades av amerikanska CIA under täckmantel av Ford Foundation.
Birgitta Stenberg debuterade 1956 med romanen Mikael och poeten, där hon berörde den så kallade Kejneaffären i mer poetiska ordalag. En mer uttömmande skildring av händelseförloppet kom att ges i den senare romanen Apelsinmannen från 1983. Romanen är en av hennes mer kända och skildrar initierat Stockholm under Kejneaffären. Apelsinmannen filmades som tv-serie 1990. Dessa romaner liksom självbiografin berör ofta vänskapen med poeten Paul Andersson. 
Det hon själv kallade sitt självbiografiska livsprojekt innefattade böckerna: Kärlek i Europa, Apelsinmannen, Spanska trappan, Rapport, Alla vilda samt avslutades med Eldar och is.  
Romanen Chans, som även filmatiserades 1962, handlar om klasskillnader. Rapport är en självbiografisk bok som skildrar hennes amfetaminmissbruk under slutet av 1960-talet. Hennes liberala drogsyn blev allmänt känd under våren 2009 när hon medverkade i Sveriges Televisions direktsända program Debatt – ”Släpp loss haschet på Apoteket”.
Hon var journalist på tidningen Arbetaren, tolk samt fiskare och, fram till år 2000, kommunalpolitiker för Vänsterpartiet på Tjörn.
Som barnboksförfattare fick Birgitta Stenberg en ny publik; tecknaren Mati Lepp illustrerade hennes texter om lilla pojken Billy. Hon finns översatt till tyska, norska, danska, finska, turkiska, ungerska och spanska.
Birgittas relationer, liv och arbete skildras i dokumentärfilmen från 2012 Alla vilda – En film om Birgitta Stenberg, som delar namn med och delvis baseras på hennes självbiografiska roman Alla vilda, som gavs ut år 2004.
Birgitta Stenberg gifte sig 1974 med Håkan Lagergren (1934–1991) och 2012 med Kerstin Bjärkstedt (född 1953).
Stenberg avled den 23 augusti 2014 i sitt hem i Smedsbolet i Tiveden efter att ha drabbats av levercancer några år tidigare. Hon är begravd på Skogskyrkogården i Stockholm.

### Barn- och ungdomsböcker
- Klara Färdiga. Stockholm: Rabén & Sjögren. 1976. Libris 8348984. ISBN 91-29-47163-X
- Klara Färdiga och prins Hektor. Stockholm: Rabén & Sjögren. 1977. Libris 8349025. ISBN 91-29-50327-2
- Bodil : flickan som gör vad som faller henne in. Lättläst, 99-0109264-7. Bromma: Opal. 1986. Libris 8373310. ISBN 9172704330
- Emily och Eddy. Stockholm: Carlsen/if. 1986. Libris 8357616. ISBN 91-510-4493-5
- Falkboet. Stockholm: Carlsen/if. 1987. Libris 8357635. ISBN 91-510-4663-6
- Kaninmysteriet. Stockholm: Carlsen/if. 1988. Libris 8357653. ISBN 91-510-4757-8
- Visselpipan. Stockholm: Carlsen/if. 1989. Libris 8357667. ISBN 9151048752
- Billy och arga Lotta. Stockholm: Carlsen/if. 1992. Libris 8357769. ISBN 9151064987
- Billy på nya äventyr. Stockholm: Carlsen/if. 1993. Libris 8357798. ISBN 9151067382
- Billy och monstret. Stockholm: Bonnier Carlsen. 1994. Libris 8365674. ISBN 9163801825
- Billy och den nya flickan. Stockholm: Bonnier Carlsen. 1996. Libris 7457268. ISBN 9163806983
- Billy och den konstiga dagen. Stockholm: Bonnier Carlsen. 1997. Libris 7457375. ISBN 9163808781
- Billy på landet. Stockholm: En bok för alla. 1999. Libris 7625184. ISBN 9172210516
- Billy och mormor. Stockholm: Bonnier Carlsen. 1999. Libris 7457648. ISBN 9163814501
- Billy och grisarna. Stockholm: Bonnier Carlsen. 2000. Libris 7457815. ISBN 9163818418
- Billy i skolan. Ekorrböckerna, 99-2576013-5. Stockholm: Bonnier Carlsen. 2001. Libris 8365764. ISBN 9163822482
- Billy och Lotta på rymmen. Stockholm: Bonnier Carlsen. 2001. Libris 8365735. ISBN 9163821478
- Billy får besök. Stockholm: Bonnier Carlsen. 2003. Libris 9011648. ISBN 9163827719
- Billy och grodan. Stockholm: Bonnier Carlsen. 2004. Libris 9822582. ISBN 9163842718
- Billy blir arg. Stockholm: Bonnier Carlsen. 2006. Libris 10135407. ISBN 9163848791
- Billy och den mystiska katten. Stockholm: Bonnier Carlsen. 2007. Libris 10415351. ISBN 9789163854842
- Billy och bollen. Stockholm: Bonnier Carlsen. 2009. Libris 11287251. ISBN 9789163859526
- Billy på sjukhus. Stockholm: Bonnier Carlsen. 2011. Libris 11974350. ISBN 9789163867194
- Tre dagar med Billy. Stockholm: Bonnier Carlsen. 2011. Libris 12340055. ISBN 9789163870958
- Hurra för Billy! : [samlingsvolym]. Stockholm: Bonnier Carlsen. 2014. Libris 17289976. ISBN 9789163881473 - Innehåll: Billy och den konstiga dagen ; Billy och bollen ; Billy på sjukhus.
- Billy och djuren : [samlingsvolym]. Billy. [Stockholm]: Bonnier Carlsen. 2018. Libris ktwjjfsghs3xbwsr. ISBN 9789178032839 - Innehåll: Billy och grodan ; Billy och den mystiska katten ; Billy och grisarna.

### Redaktör
- Diktarna inför nutidsproblemen : Sivar Arner ...  / [intervjuserie, red. av Birgitta Stenberg]. Lund: Gleerupska universitetsbokh. 1957. Libris 1863893

### Översättningar
- 1961 – Robert Shaplen: Kreuger - geni och svindlare (Kreuger – Genius and Swindler) (översatt tillsammans med Karl Otto Zamore, Tiden)
- 1961 – A.J. Cronin: Operationen (Kaleidoscope in "K") (Tiden)
- 1987 –  Gérard Lauzier: Sånt är livet: satir för fullvuxna. 4 (Carlsen/if)
- 1998 –  Kurt Vonnegut: Det mekaniska pianot (Player Piano, översatt tillsammans med Håkan Lagergren, Norstedt)

## Filmmanus och scenarios, radioteater
- 1962 – Chans (biograffilm)
- 1967 – Katarina (TV-teater)
- 1969 – Förövarna (radioteater)
- 1970 – Garderoben (TV-teater)
- 1978 – Bevisbördan (TV-serie)
- 1979 – Dvärgens ögon (radioteater)
- 1980 – Klara Färdiga (TV-teater)
- 1980 – 53 000 systrar och en flicka (radiopjäs för barn)
- 1983 – Raskenstam (biograffilm)
- 1985 – Lösa förbindelser (Sveriges första TV-såpa, en av fem dramatiker)
- 1990 – Apelsinmannen (grundscenariot, TV-serie)
- 1995 – Leken (kortfilm)
- 2009 – Margareta – drottning av Bohuslän (scenteater)

## Priser och utmärkelser
- 1958 – Boklotteriets stipendiat
- 1999 – Aniarapriset
- 1999 – Piratenpriset
- 2005 – Stiftelsen Selma Lagerlöfs litteraturpris
- 2008 – Bokcirklars stora läsarpris för novellsamlingen Erotiska noveller[19]